# Arnold Gehlen
Arnold Karl Franz Gehlen (29 de janeiro de 1904 - 30 de janeiro de 1976) foi um filósofo e sociólogo alemão. Ao lado de Max Scheler e Helmuth Plessner, Gehlen é tido como um dos fundadores da moderna antropologia filosófica. Na década de 1960, foi visto como a contraparte conservadora de Theodor Adorno. Sua crítica cultural e especialmente sua teoria das instituições influenciaram os sociólogos Peter Berger, Thomas Luckmann, Niklas Luhmann, Helmut Schelsky, o historiador Reinhart Koselleck e os filósofos Hans Blumenberg e György Lukács.

## Biografia
Seus pais eram o editor Max Gehlen e Margarete Gehlen. Em 1937, casou-se com Veronika Freiin von Wolff. Um de seus primos, Reinhart Gehlen, foi o primeiro chefe do serviço secreto da Alemanha Ocidental, o BND. Gehlen concluiu o ensino médio em 1923 no Thomas-Gymnasium de Leipzig. Depois de trabalhar algum tempo como vendedor de livros e bancário, estudou filosofia, filologia, história da arte, germanística e psicologia nas universidades de Leipzig e Colônia entre 1924 e 1927. Fez seu doutorado com Hans Driesch sobre o tema Zur Theorie der Setzung und des setzungshaften Wissens bei Driesch. Em 1930 conclui sua tese de livre-docência com o trabalho Wirklicher und unwirklicher Geist. Eine philosophische Untersuchung in der Methode absoluter Phänomenologie.
De 1930 a 1934, Gehlen foi professor assistente de filosofia na Universidade de Leipzig. Em 1933, filiou-se ao NSDAP, e no ano seguinte torna-se membro da liga dos professores nacional-socialistas. Em novembro de 1933, tal como outros importantes pensadores alemães da época (entre eles Martin Heidegger, Hans-Georg Gadamer e Theodor Litt), foi signatário da famosa declaração de apoio dos professores universitários alemães a Adolf Hitler. Após a demissão de Paul Tillich por suas críticas ao regime, Gehlen ocupou seu posto na Universidade de Frankfurt, ainda na condição de substituto. Em 1934, depois de atuar algum tempo como assistente de Hans Freyer, foi nomeado professor de filosofia do Instituto de História Cultural e História Universal da Universidade de Leipzig, na cátedra que havia sido ocupada por seu mestre Driesch.
Em 1938, transfere-se para a Universidade de Königsberg, onde atua como catedrático de filosofia; dois anos mais tarde transfere-se para a Universidade de Viena. Em 1941 foi convocado para o serviço militar no exército, e gravemente ferido ao final da guerra. Em 1947, Gehlen retoma suas atividades acadêmicas, mas daí em diante em escolas superiores de menor importância. Até 1961, foi professor de psicologia e sociologia em Speyer, e a partir de 1962 professor de sociologia na Escola Superior Técnica de Aachen, onde se aposentou em 1969.
Após a Segunda Guerra Mundial, suas posições foram postas sob suspeita pela Escola de Frankfurt, embora sua antropologia filosófica - exposta pela primeira vez em seu clássico livro O ser humano (1940) - jamais recorra ao conceito de "raça" e, dado seu ponto de vista universalista, tenha sido vista com desconfiança pelo próprio partido nazista.
Ao final dos anos 1950, a aspiração de Gehlen a uma cátedra na Universidade de Heidelberg foi frustrada graças à ação conjunta de Theodor Adorno, Max Horkheimer e René König. O nome de Gehlen acabou preterido em favor de Karl Löwith, então professor na New School for Social Research. Pouco depois, em princípios da década de 1960, Helmuth Plessner manifestou o desejo de que Gehlen o sucedesse no Instituto de Sociologia da Universidade de Göttingen, mas não teve sucesso.

## Obra
Influências importantes de Gehlen foram os filósofos Hans Driesch, Nicolai Hartmann e Max Scheler. Gehlen também é considerado um dos mais importantes nomes da Escola de Leipzig (ao lado de Hans Freyer e Helmut Schelsky). Seus estudos de antropologia filosófica permanecem ainda hoje influentes, mais até que de seus antecessores Scheler e Helmuth Plessner. Em seu esforço de ultrapassar o antagonismo entre mente e corpo estabelecido por Descartes e repercutido pelas teorias que sustentam a existência de uma oposição ontológica e metodológica entre "ciências do espírito" e "ciências da natureza", a antropologia filosófica busca rearticular a cultura ao substrato biológico que lhe é subjacente, de forma a identificar os elementos definidores da conditio humana, isto é, constantes antropológicas verificáveis em todas as sociedades ao longo de todas as épocas da evolução da humanidade. Tal enfoque não se confunde, porém, com "biologismo", como fica evidente no fato de que dentre alguns dos principais nomes da antropologia filosófica estavam filósofos judeus alemães como Scheler, Plessner e Löwith.
Gehlen defende uma perspectiva radicalmente multidisciplinar para desvendar o enigma da condição humana, de uma forma tal que a antropologia filosófica não apareça "como o último capítulo de uma zoologia". Para ele, o ser humano é um ser de instintos e pulsões, aberto para o mundo. Sua tese de que o ser humano é um "ser de carências" assenta na filosofia da linguagem de Johann Gottfried Herder.
A partir dessa premissa da deficiência constitutiva do ser humano face às outras espécies, Gehlen baseia seu influente livro de 1956, "Ser humano primitivo e civilização tardia" (Urmensch und Spätkultur), uma sofisticada teoria das instituições. Devido à sua singularidade, o ser humano tem o que se poderia chamar de necessidade crônica de instituições. Por este conceito Gehlen compreende um amplíssimo escopo de dispositivos como a linguagem, os ritos, a técnica, a magia, o sistema jurídico, a família, a escola, os partidos políticos ou as Igrejas. Cada instituição é dotada de um ethos específico, e tem por função estabilizar e orientar o agir humano, sendo assim, em última instância, um mecanismo de substituição dos instintos dos quais nos "libertamos" ao longo do processo de hominização. Nesse sentido, instituições proporcionam aos indivíduos o que Gehlen chamou de "alívio" ou "descarga" (Entlastung) de tipo psíquico.
Mesmo tendo sido influenciado pelo pensamento de Nietzsche, Gehlen jamais rompeu com o pensamento ilustrado. De seu doutoramento em 1927 até o ano de 1936, ele permaneceu intimamente ligado à tradição do idealismo alemão, em especial a Fichte e Hegel. A partir de então dá-se sua virada para a antropologia filosófica, e que culmina na publicação de O ser humano e Ser humano primitivo e civilização tardia. A terceira fase de sua trajetória intelectual está marcada por vigorosas críticas à sociedade contemporânea, feitas porém num sentido bem diferente das de Adorno e Horkheimer. Em A alma na era da técnica (1949), Imagens de época (1960) e Moral e hipermoral (1969), Gehlen faz um diagnóstico sombrio da sociedade industrial, vendo nela um processo contínuo de primitivização cultural, crise do ideal clássico de ascese, puerilização e perda de senso de realidade.

## O conceito de ação
Embora Gehlen se valha da imagen de Herder a respeito do "ser de carências", sua definição fundamental é a de que o ser humano é um ser de ação. Num nível mais primário, a ação corresponde aos atos necessários à transformação da natureza em benefício de nossa sobreviência. A evidente proximidade desse ponto de vista em relação ao de Karl Marx foi admitida por Gehlen, que assim se expressou numa carta de 1952 ao filósofo marxista Wolfgang Harich:
O senhor vê então o quão próximo estou do conteúdo de uma de suas teses. Quando se me pergunta em que consistiria a 'ação', frequentemente respondi: trabalho.
Para Gehlen o ser humano se distingue dos animais porque, como já sublinhara Scheler, é "aberto para o mundo". Ele recebe estímulos do meio, mas não é determinado pelo meio. Enquanto o animal mantém uma relação altamente especializada e dependente com o quadro natural em que vive, o ser humano constrói para si uma "segunda natureza", a cultura. Esta se compõe de um complexo de instituições que, por sua vez, garantem ao ser humano uma "redução dos instintos".
O ser humano está em condições de moldar seu meio exatamente por causa da sua configuração não-específica: o andar ereto, a mão dotada de um polegar capaz de apanhar e manipular objetos, sua capacidade de aprender e inteligência. Nossa espécie está sem dúvida ligada a seu meio, mas também condenada a atuar sobre ele por meio da ação. Importante para o desenvolvimento desse conceito de ação foi, além da sociologia de Max Weber, a obra do médico e fisiólogo Viktor von Weizsäcker. Por intermédio do agir, o ser humano cria um mundo para si. Ele é
um ser-que-age porque é um ser não-especializado e carece, assim, de um meio ambiente adaptado por natureza. A essência da natureza por ele transformada em algo útil para a vida se chama 'cultura', e o mundo cultural é o mundo humano.
Diferentemente da maior parte de seus colegas alemães, Gehlen sempre se mostrou permeável à influência de autores franceses, norte-americanos e italianos. São recorrentes em seus livros menções a Lévi-Strauss, Margaret Mead, Ruth Benedict, John Dewey, George Herbert Mead e Vilfredo Pareto, dentre outros. A primeira grande recepção do pragmatismo norte-americano na Alemanha se deu com seu livro O ser humano.

## Recepção
Sociólogos de renome como Peter Berger, Thomas Luckmann, Wolf Lepenies e Anton Zijderveld demonstram clara influência da teoria da ação e da teoria das instituições de Gehlen. O filósofo Hans Blumenberg adotou pontos de vista de Gehlen em seus estudos sobre retórica e especialmente em seu Trabalho sobre o mito. Niklas Luhmann inspirou sua noção de "redução de complexidade do meio" no conceito de alívio/descarga (Entlastung). O projeto inconcluso de Reinhart Koselleck de escrever um grande estudo sobre iconologia política surgiu após sua leitura de Imagens de época. No Brasil, o crítico literário Luiz Costa Lima frequentemente menciona Gehlen em seus livros.
Em 1956, ano em que passou a atuar junto ao Instituto para Pesquisa Social de Frankfurt, Jürgen Habermas publicou uma elogiosa resenha de Ser humano primitivo e civilização tardia no diário Frankfurter Allgemeine Zeitung. Depois de constatar as afinidades existentes entre Marx e Gehlen, Habermas reconhece a importância das categorias cunhadas pelo autor e afirma que
(...) em vista das sensíveis e brilhantes observações que ali se distribuem como que ao acaso, temos a todo instante a excitante experiência de que nesse livro são feitas descobertas, o que é mais do que se pode esperar da maior parte dos livros.
As posições politicamente conservadoras de Gehlen não impediram que sua influência se estendesse inclusive ao campo marxista. Tido como um dos mais importantes intelectuais da antiga Alemanha Oriental, Wolfgang Harich viajou a Speyer para se encontrar com Gehlen, com quem se correspondeu ininterruptamente até 1976. O primeiro contato de György Lukács com o pensamento de Gehlen se deu em 1952, por meio de um comentário datilografado de 15 páginas sobre O ser humano que lhe foi enviado por seu amigo Harich. De fato, algumas das últimas obras de Lukács (o terceiro volume de sua Ontologia do ser social e especialmente sua Estética) estão repletas de menções a O ser humano e Ser humano primitivo e civilização tardia, cujas análises invariavelmente subscreve. Em 1975, Harich afirmou em Comunismo sem crescimento que a economia política marxiana demandava uma fundamentação adicional, a ser obtida por meio da antropologia filosófica de Gehlen:
Sem as descobertas de Gehlen, as ideias de Marx relativas à geração de necessidades pela produção social ficariam, do ponto de vista biológico e psicológico, no ar, inexplicáveis.

## Obras principais
- Wirklicher und unwirklicher Geist. Leipzig: Univ.-Verl. v. Noske, 1931.
- Der Mensch, seine Natur und seine Stellung in der Welt. Berllin: Junker und Dünnhaupt, 1940 (trad. espanhola: El hombre. Salamanca: Sígueme, 1980).
- Urmensch und Spätkultur. Philosophische Ergebnisse und Aussagen. Bonn: Athenäum, 1956.
- Die Seele im technischen Zeitalter. Sozialpsychologische Probleme in den industriellen Gesellschaft. Hamburg: Rowohlt, 1957 (trad. portuguesa: A alma na era da técnica. Problemas de psicologia social na sociedade industrializada. Lisboa: Livros do Brasil, s/d.)
- Zeit-Bilder. Zur Soziologie und Ästhetik der modernen Malerei. Frankfurt am Main: Athenäum, 1960 (trad. espanhola: Imágenes de época. Sociología y estética de la pintura moderna. Barcelona: Península, 1994).
- Studien zur Anthropologie und Soziologie. Neuwied: Luchterhand, 1963.
- Moral und Hypermoral. Eine pluralistische Ethik. Frankfurt am Main: Athenäum, 1969 (trad. brasileira: Moral e hipermoral. Rio de Janeiro: Tempo Brasileiro, 1984).
- Einblicke. Frankfurt am Main: Klostermann, 1975.